# Paulucci-Denkmal

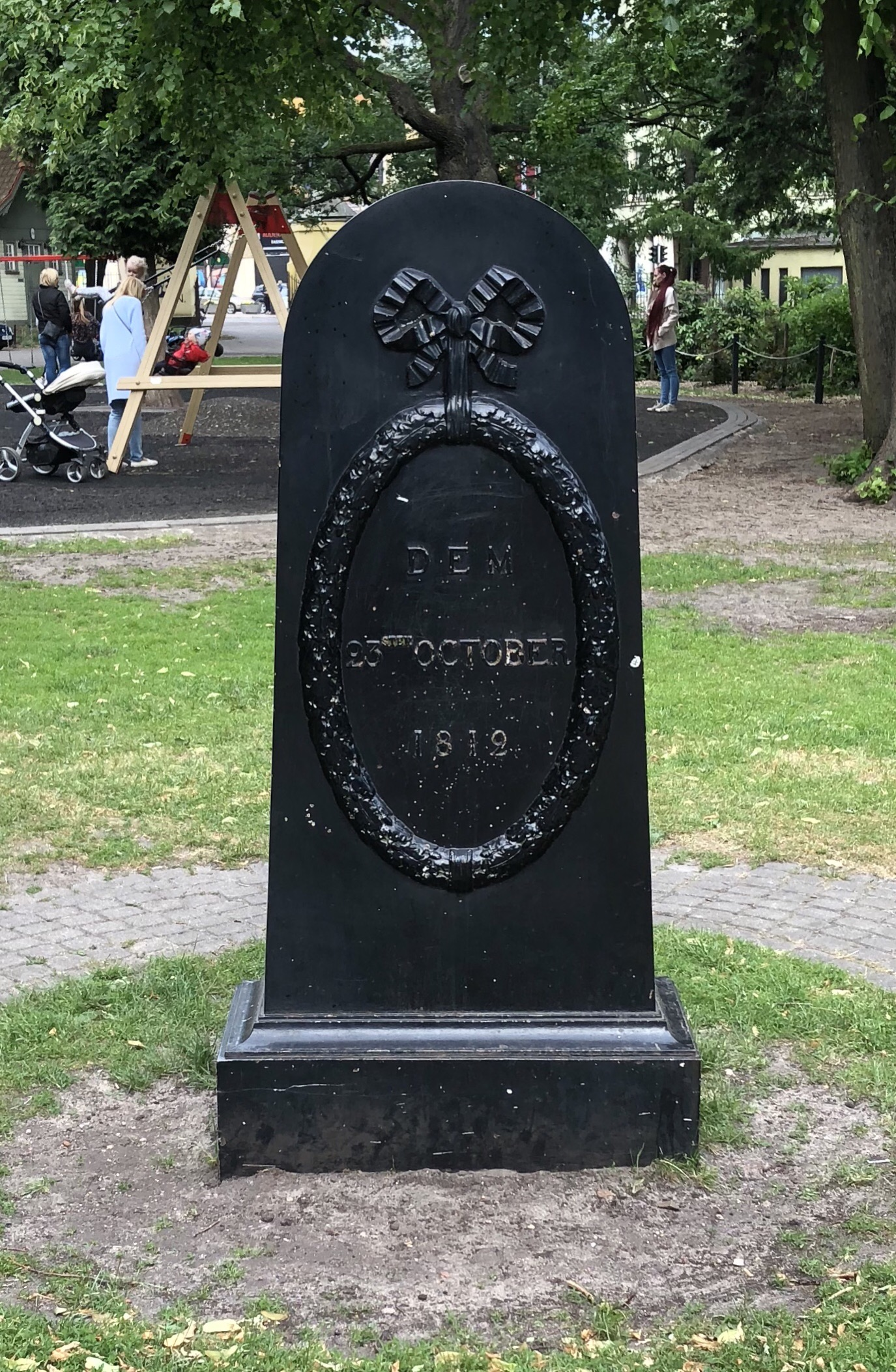
Paulucci-Denkmal, 2018

Das Paulucci-Denkmal ist ein Denkmal für den General Filippo Paulucci in der lettischen Hauptstadt Riga.
Es befindet sich im Park Wöhrmannscher Garten am östlichen Rand der Rigaer Altstadt.

## Gestaltung und Geschichte
Paulucci war ab dem 23. Oktober 1812 als Gouverneur in Riga eingesetzt. Unter seiner Leitung wurden die kurz zuvor zerstörten Vororte Rigas wieder aufgebaut und wesentliche Elemente der städtischen Infrastruktur geschaffen. Schon im Jahr 1816 gab es daher zu Lebzeiten Pauluccis eine Initiative von Rigaer Kaufleuten für die Errichtung eines Denkmals zu Ehren Pauluccis, was Paulucci jedoch ablehnte. Trotzdem wurde ein gusseisernes Denkmal angefertigt, aber dem Wunsch des zu Ehrenden entsprechend nicht aufgestellt. Nach dem Tode Pauluccis im Jahr 1849 sollte dann die Aufstellung erfolgen, wobei man jedoch feststellte, dass das Denkmal nicht mehr auffindbar war.
1851 wurde dann ein neues Denkmal geschaffen. Im Jahr 1887 wurde es durch Vandalismus geschädigt und dann erneuert. Seit den 1930er Jahren wird das Denkmal in einer musealen Ausstellung gezeigt.
Im Jahr 2003 wurde auf Initiative des italienischen Botschafters in Lettland, Maurizio Lo Re, mit finanzieller Unterstützung des Unternehmers Jevgeņijs Gombergs eine Kopie angefertigt und wieder im Wöhrmannschen Garten aufgestellt.
Das schwarze Denkmal ist 1,70 Meter hoch. Es weist auf Vor- und Rückseite auf Wunsch des Geehrten sehr schlicht gehaltene Inschriften auf.
Auf der einen Seite ist auf Deutsch schlicht das Datum des Amtsantritts Pauluccis vermerkt:
DEM

23STEN OCTOBER

1812

Auf der anderen Seite befindet sich mit gleicher Bedeutung die russische Inschrift:
В память 23го октября 1812